# AMPS

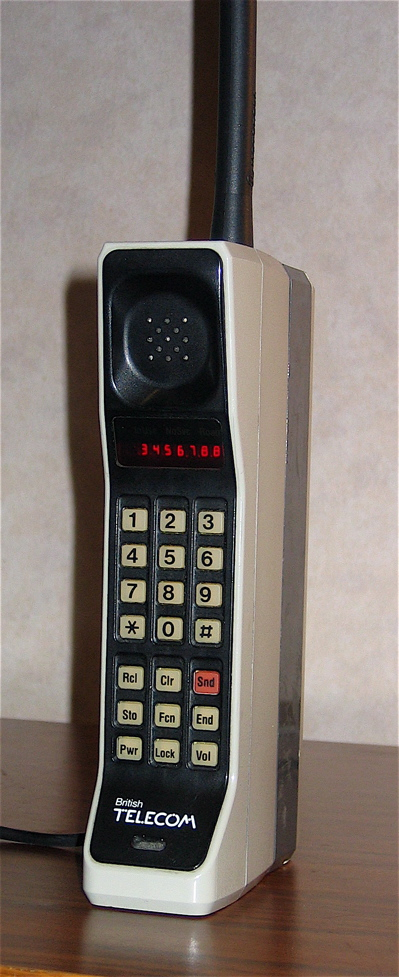
Telèfon mòbil Motorola DynaTAC 8000X AMPS

El Sistema Telefònic Mòbil Avançat o AMPS (de l'anglès Advanced Mobile Phone System) és un sistema de telefonia mòbil de primera generació (1G, so analògic) desenvolupat pels laboratoris Bell. Es va implementar per primera vegada el 1983 als Estats Units. Entre altres llocs, es va arribar a implantar també a Anglaterra i al Japó, amb els noms TACS i MCS-L1 respectivament.

## Funcionament
AMPS i els sistemes telefònics mòbils del mateix tipus divideixen l'espai geogràfic en una xarxa de cel·les o simplement cel·les (en anglès cells, d'aquí el nom de telefonia cel·lular), de tal forma que les cel·les adjacents mai usin les mateixes freqüències, per evitar interferències. Per poder establir-se la comunicació entre usuaris que ocupen diferents cel·les s'interconnecten totes les estacions ' a un MTSO (Mobile Telephone Switching Office), també anomenat MSC (Mobile Switching Center). A partir d'aquest punt, s'estableix una jerarquia com la del sistema telefònic ordinari.

## Freqüències i canals
AMPS fa servir 832 canals dobles, compostos per 832 canals simples de baixada més 832 canals simples de pujada, cadascun d'ells amb una amplada de banda de 30 kHz, davant els 200 kHz de sistemes com GSM . La banda de freqüències utilitzada va de 824-849 MHz per als canals de transmissió i de 869-894 MHz per als canals de recepció. No tots els canals es fan servir per comunicació dels usuaris, sinó que hi ha també canals destinats a senyals de control, a assignació de canals de conversa i per alertar de les trucades entrants.
AMPS pertany a la primera generació de telefonia mòbil amb una característica molt important: la capacitat de canviar d'estació base en zones distants sense perdre la connexió.

## Canvi de cel·la

Reutilització de freqüències en una xarxa cel·lular

Altres sistemes cel·lulars tenien problemes, en el moment que l'usuari canviava de cel·la mentre estava parlant. El sistema AMPS ho preveu i aconsegueix mantenir la comunicació activa sempre que hi hagi canals disponibles a la cel·la en que s'entra. Aquesta transferència de cel·la (en anglès denominada handoff) es basa en analitzar la potència del senyal emès pel mòbil i rebuda en les diferents estacions base i és coordinada per la MTSO. Depèn de la manera en què es faci, es pot tallar la comunicació uns 300 ms per reprendre immediatament després o pot ser completament inapreciable per a l'usuari.

## Ús i final de cicle
El sistema AMPS va acabar reemplaçat pels sistemes digitals tals com GSM i D-AMPS (que no és més que l'AMPS en digital), però és un sistema d'importància històrica cabdal per al desenvolupament de les comunicacions mòbils per raó de l'èxit obtingut i per les idees noves que va aportar.
Algunes operadores van continuar emprant AMPS com a tecnologia de backup, ja que cobreix més territori que les digitals TDMA, GSM i CDMA, no obstant això, al tractar-se d'un sistema analògic, AMPS no és compatible amb el servei de missatgeria curta de text ni amb cap mena de dades.

### Operadores de xarxes AMPS amb final de cicle
- Moviline (Telefónica Servicios Uno desde 1971, Moviline des de 1994) era el proveïdor de serveis analògics de l'operador espanyol. Moviline ha operat una xarxa ETACS 900 (mHz) a Espanya. A partir del 31 de desembre de 2003, el sistema s'ha tancat a nous usuaris, en aquest moment, el 100% de la població espanyola, però ara s'han donat antenes als operadors GSM. La marca Moviline ha estat totalment substituïda per Movistar, la marca digital de Telefónica, des de 1992. La xarxa es va convertir completament en GSM i es va convertir en tota la xarxa espanyola. Movistar té una xarxa 3G amb la tecnologia Universal Mobile Telecommunications System (UMTS) i ofereix serveis a través de GSM en llocs sense cobertura 3G.[9]
- Verizon Wireless: anteriorment operava una xarxa AMPS, el 18 de febrer de 2008, Verizon ha suspendre tot el servei AMPS. Actualment opera principalment en la tecnologia CDMA2000.
- Bell Mobility i Telus Mobility van operar les xarxes AMPS a Canadà, tot i que des de llavors s'han superposat amb els serveis digitals. Tant Bell Mobility com Telus Mobility havien anunciat que observarien les mateixes pautes d'apagada que als Estats Units, i van tancar les seves xarxes AMPS el 2008.[10]
- Alltel-El 2005 va revelar que només el 15% de la seva base de clients total encara utilitza la xarxa analògica existent. La companyia ha publicat un calendari de baixada trifàsica, que es va completar el setembre de 2008. Amb l'adquisició d'Western Wireless, Alltel ara va reclamar la "xarxa més gran d'Amèrica". L'afirmació era veritable, curiosament per una àmplia cobertura analògica a les zones rurals. Tots els serveis d'Alltel AMPS i D-AMPS van ser interromputs el setembre de 2008.[11]
- Coastel Offshore Cellular- Operava una xarxa AMPS al golf de Mèxic que s'estenia des del sud de Corpus Christi, TX, cap al sud de Gulf Shores, AL. El 2006, Coastel era l'única companyia cellular dels Estats Units amb una base de clients completa 100% analògica. El 2007 Coastel es va fusionar amb Petrocom i SOLA Communications per formar Broadpoint Inc. i la xarxa es va convertir a GSM.[12]

- Telcel de Mèxic per exemple, va tenir una xarxa AMPS compartida amb una TDMA de 800 Mhz i GSM a 1900 Mhz (PCS).
- Movilnet de Veneçuela va utilitzar CDMA2000 i TDMA en conjunt. Aquest últim va ser apagat i va realitzar una inversió per implantar una xarxa GSM a 850 i 1900 Mhz l'any 2008.
- Verizon Communications a República Dominicana la va descartar migrant cap el CDMA2000 a 1900 Mhz